# Miocardi
El miocardi (del grec antic μῦς, mys, 'múscul'; i καρδία , kardia, 'cor') o múscul cardíac (textus muscularis striatus cardiacus), és el teixit muscular del cor. És l'encarregat de bombar la sang pel sistema circulatori a través de contraccions.
El miocardi conté una xarxa abundant de capil·lars indispensables per cobrir les seves necessitats energètiques. El múscul cardíac generalment funciona involuntària i rítmicament, sense tenir estimulació nerviosa. És un múscul miogènic, és a dir autoexcitable.
En les aurícules, les fibres musculars es disposen feixos que formen una veritable xarxa i sobresurten cap a l'interior en forma de relleus irregulars. La seva composició és de carpis, mitocarpians i mitocardis.

## Relació amb altres capes
Els altres teixits del cor són:
- L'endocardi: forma el revestiment intern de les aurícules i els ventricles.
- L'epicardi: és una membrana serosa (la capa visceral del pericardi) que cobreix la superfície externa del cor. Aquesta considera part del pericardi serós.

## Composició
El teixit muscular cardíac és un tipus de múscul es localitza a les parets del cor, constituint el miocardi, i a les venes pulmonars en la seva zona més propera al cor.
La mida de les fibres cardíaques és variable, però en general tenen un diàmetre d'uns 15μm una longitud d'uns 80 μm. Són estriades, igual que les esquelètiques. Les estries són degudes al fet que els filaments estan ordenats igual que en el múscul esquelètic, en sarcòmers, per tant, el mecanisme de la contracció és el mateix. Les fibres estan unides mitjançant discs intercalats, que formen com una escaleta:
- Porcions transversals: A la part de la unió hi ha desmosomes i fàscies adherents, que són iguals que les zònula adherents. Aquesta unió transversal és sempre al lloc que ocuparien els discs Z.
- Parts laterals: A la part longitudinal de la unió trobem unions comunicants, que permetran l'intercanvi d'ions entre les fibres.
- Els miofilaments s'enganxen a la fàscia (les proteïnes del disc Z. Si aquest disc està ocupat per proteïnes d'unió, s'enganxaran a elles. Sobretot s'enganxaran a l'actina α que hi ha a les unions.)

El miocardi està compost per cèl·lules especialitzades que compten amb una capacitat que no tenen cap altre tipus de teixit muscular de la resta del cos. El múscul cardíac, amb altres músculs, es pot contraure, però també pot portar un potencial d'acció (és a dir de conducció elèctrica), com les neurones que constitueixen els nervis. A més a més, algunes de les cèl·lules tenen la capacitat de generar un potencial d'acció conegut com a automaticitat del múscul cardíac.
Aquestes fibres musculars presenten una contracció rítmica i espontània, involuntària. Algunes fibres cardíaques estan especialitzades a coordinar la contracció.
El miocardi està subjectat a dos subconjunts elèctrics del control. El control elèctric del primer ordre del miocardi es deriva del nòdul sinusal. La propagació del control del primer ordre del nòdul sinusal està estretament lligat a descàrregues del sistema simpàtic. El control elèctric del segon ordre del miocardi està sota control de la innervació autònoma, tant simpàtica com parasimpàtica.
La irrigació sanguínia del miocardi és portada a través de les artèries coronàries.